# Bò Phần Lan
Bò Phần Lan (Finncattle) đề cập đến ba giống bò có liên quan chặt chẽ với nguồn gốc của Phần Lan. Bò Phần Lan thường được chăn nuôi nhằm sản xuất sữa, và một số cá thể bò giống này được tìm thấy trong vườn bách thú và làm vật nuôi. Các giống Bò Phần Lan có kích thước nhỏ và được thămcó sừng cụt tự nhiên, tuy nhiên chúng khác nhau về diện mạo và mức độ sản xuất. Bò Tây Phần Lan có màu đỏ, và lớn nhất trong ba giống. Giống bò Bắc Phần Lan có màu trắng, Tây Phần Lan có màu đỏ, trong khi bò Đông Phần Lan có màu trắng và đỏ.
Có nhiều vấn đề liên quan đến chăn nuôi Bò Phần Lan. Các giống đã được thành lập tương đối muộn, và ngay cả sau khi thành lập các sách dạy về giống, việc nhân giống đã được thực hiện ở quy mô nhỏ. Sau Thế chiến II, các giống bò sữa hiện đại, nước ngoài được nhập khẩu vào Phần Lan với số lượng ngày càng tăng và số lượng Finncattle giảm nhanh: năm 1960 vẫn có gần 60.000 con bò Finncattle được ghi nhận, 10 năm sau 7.000, vào năm 2005 ít nhất là 2.500.
Có ba phân giống bò Phần Lan là bò Đông Phần Lan, Bắc Phần Lan và Tây Phần Lan. Giống Tây Phần Lan có sản lượng sữa cao nhất và là loại phổ biến nhất trong ba loại với khoảng 5.000 con ở Phần Lan năm 2006. Cả hai giống Đông và Bắc đều bị đe dọa tuyệt chủng với khoảng 300 con cho mỗi phân giống.